# Druid Hill Park
Der Druid Hill Park ist ein 300 Hektar großer öffentlicher Park in Baltimore im Bundesstaat Maryland in den Vereinigten Staaten. Zusammen mit dem Central Park in New York, dem Fairmount Park in Philadelphia und dem Golden Gate Park in San Francisco gehört der Druid Hill Park zu den ältesten künstlich angelegten Landschaftsparks in den USA.

## Geschichte
Die Susquehannock traten auf dem Gebiet der heutigen Stadt 1652 Land an den in London sesshaften Lord Baltimore ab, der die Konzession zur Gründung einer Kolonie in Nordamerika hatte, selbst aber nie dort war. Er ließ das Land durch seine Verwalter parzellieren und verkaufte das Land des heutigen Druid Hill Parks an eine Familie Rogers, die es drei Generationen im Besitz hielt. Nicholas Rogers, der Sohn des Käufers, interessierte sich für Landschaftsarchitektur. Er pflanzte viele Bäume im Park und ließ das erste Herrenhaus im Park bauen. Rogers starb 1822 und vermachte den größten Teil seines Landes seinem einzigen Sohn, Lloyd Nicholas Rogers. Dieser verkaufte den größten Teil des Landes an die Stadt Baltimore, die 1860 den öffentlichen Stadtpark einrichtete.

## Gestaltung
Die wichtigsten Elemente des Parks sind der Druid Lake und der Maryland Zoo. Der Druid Lake ist ein Stausee der städtischen Wasserversorgung, der am Südrand des Parks liegt und 1871 fertiggestellt wurde. Der Staudamm des Sees gilt als erster über 100 Fuß (ca. 30 m) hoher Erdschüttdamm in den USA. Ein großer Teil des Druid Hill Parks wird vom Maryland Zoo eingenommen, der 1876 eröffnet wurde. Der ungefähr 16 Kilometer lange Jones Falls Trail, ein Rad- und Wanderweg durch Maryland, führt durch den Park. Entlang der Nordostgrenze des Parks verläuft der Jones Falls, der Fluss durch Baltimore. Im Park befinden sich mehrere Sportanlagen und Picknickplätze.